# Краснопілка (Уманський район)
Краснопі́лка — село в Україні, в Паланській сільській громаді Уманського району Черкаської області. Розташоване на обох берегах річки Ревуха (притока Ятрані) за 15 км на північ від міста Умань. Через село проходить автошлях М05. Населення становить 688 осіб (станом на 1 січня 2024 р.).

## Назва
Назва "Краснопілка" походить від слів "красний", тобто красивий та грецького "поліс", тобто місто чи містечко, і буквально означає "гарне містечко".

## Історія
Село Краснопілка описується у спогадах Павла Алеппського під час подорожі у 1654 р. патріарха Макарія III.
В книзі 1895 року, автором якої є В.Б.Антонович, яка має назву "Археологическая карта Киевской губернии"  зазначено, що в 1 версті від села є 10 курганів. На полі знайдено: 2 хреста, срібна зірка, образок з зображенням святих, частина панікадила.
В книзі Похилевича 1864 року "Сказання про населені місцевості Київської губернії" вказано, що Краснопілка село при р. Бабанка в 5 верстах нижче Цеберманівки (сусідня Іванівка) і в 12 верстах від м. Умань. Всього мешканців 1014. Церква Покровська, кам'яна, з такою ж кам' яною дзвіницею, збудована на місті обтрухнівшої дерев'яної в 1856 році. Старі церковні землі поступили в казну, а притчу надана земля приписної Берестівецької церкви в просторі 34 десятини (далі опис Берестівця). 

Під час Голодомору 1932—1933 років, тільки за офіційними даними, від голоду померло 337 мешканців села.

## Населення
За даними перепису 2001 року в селі мешкало 874 особи.

### Мовний склад
Рідна мова населення за даними перепису 2001 року:
| Мова       | Чисельність, осіб | Доля     |
| ---------- | ----------------- | -------- |
| Українська | 846               | 96,80 %  |
| Російська  | 24                | 2,75 %   |
| Білоруська | 2                 | 0,23%    |
| Румунська  | 1                 | 0,11 %   |
| Інше       | 1                 | 0,11 %   |
| Разом      | 874               | 100,00 % |

## Відомі люди
- Дідура Григорій Харитонович (1920—1995) — український скульптор;
- Мельник Віктор Іванович (нар. 1958) — український поет, прозаїк, літературний критик, перекладач та журналіст.
- Мельник Юрій Васильович (12.04.1991, Умань, Черкаська обл. — 16.08.2023, Старомайорське, Донецька обл.) — старший солдат ЗСУ, учасник АТО та російсько-української війни.

## Галерея

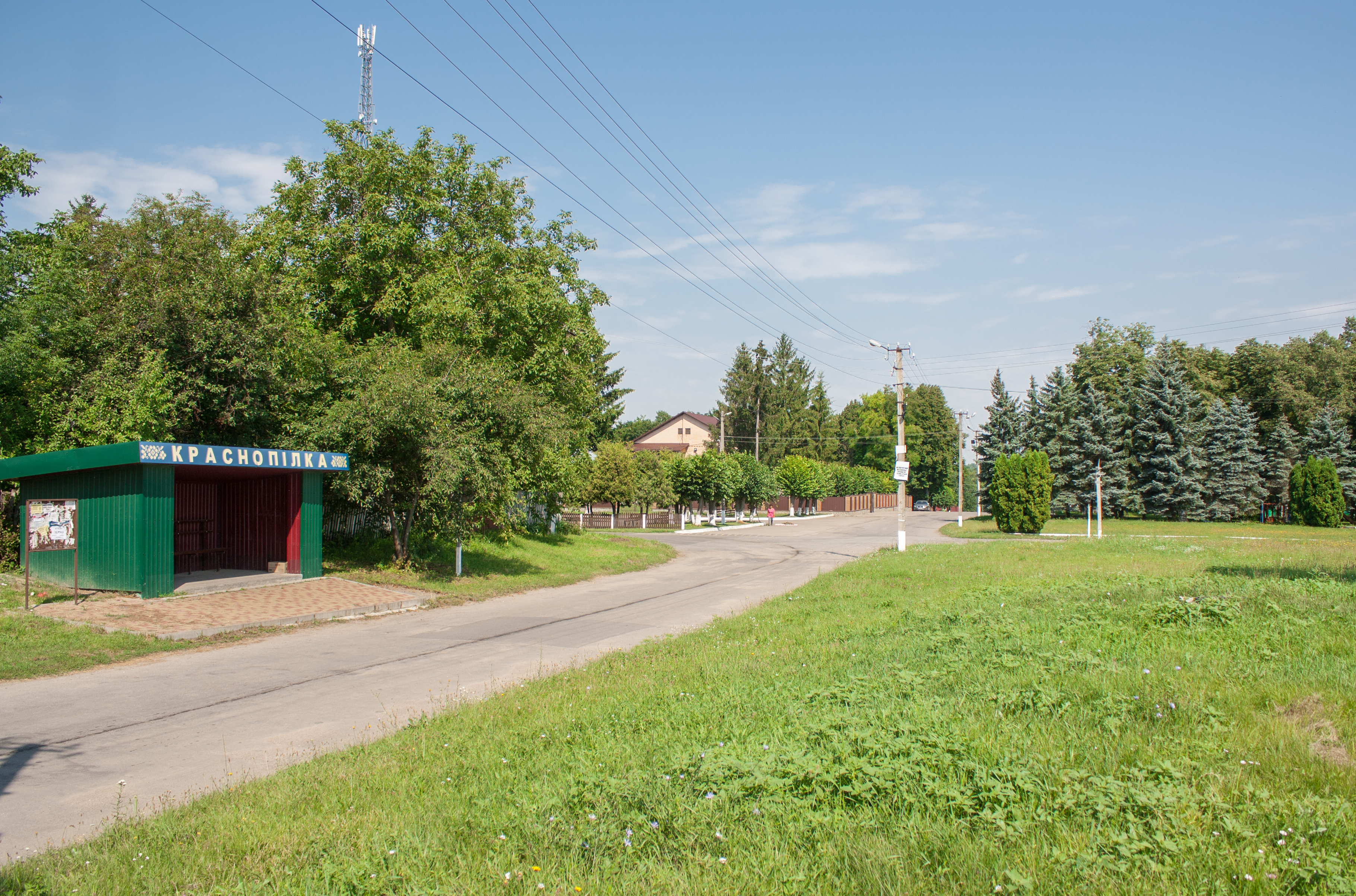
Центр села
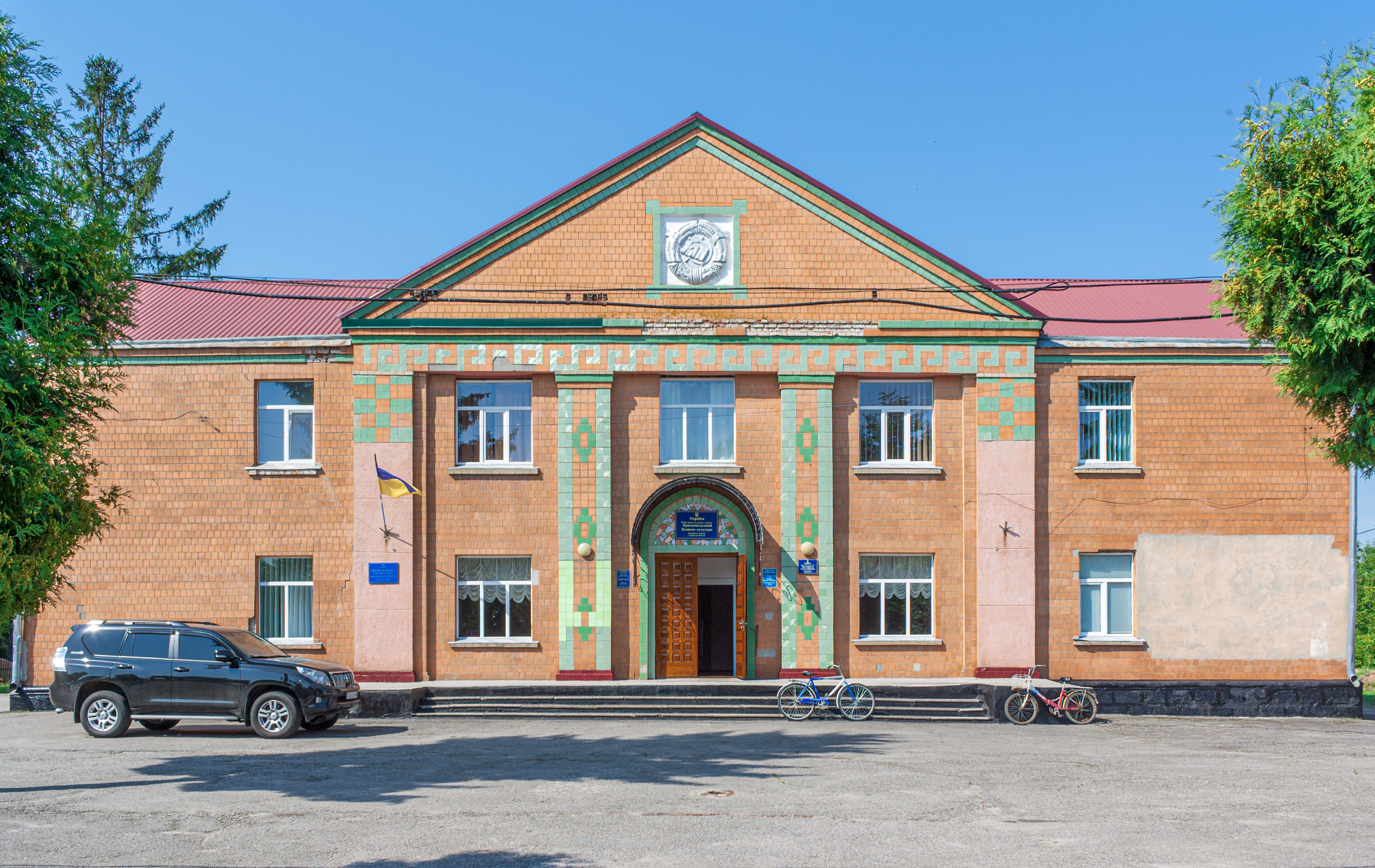
Сільська рада і будинок культури
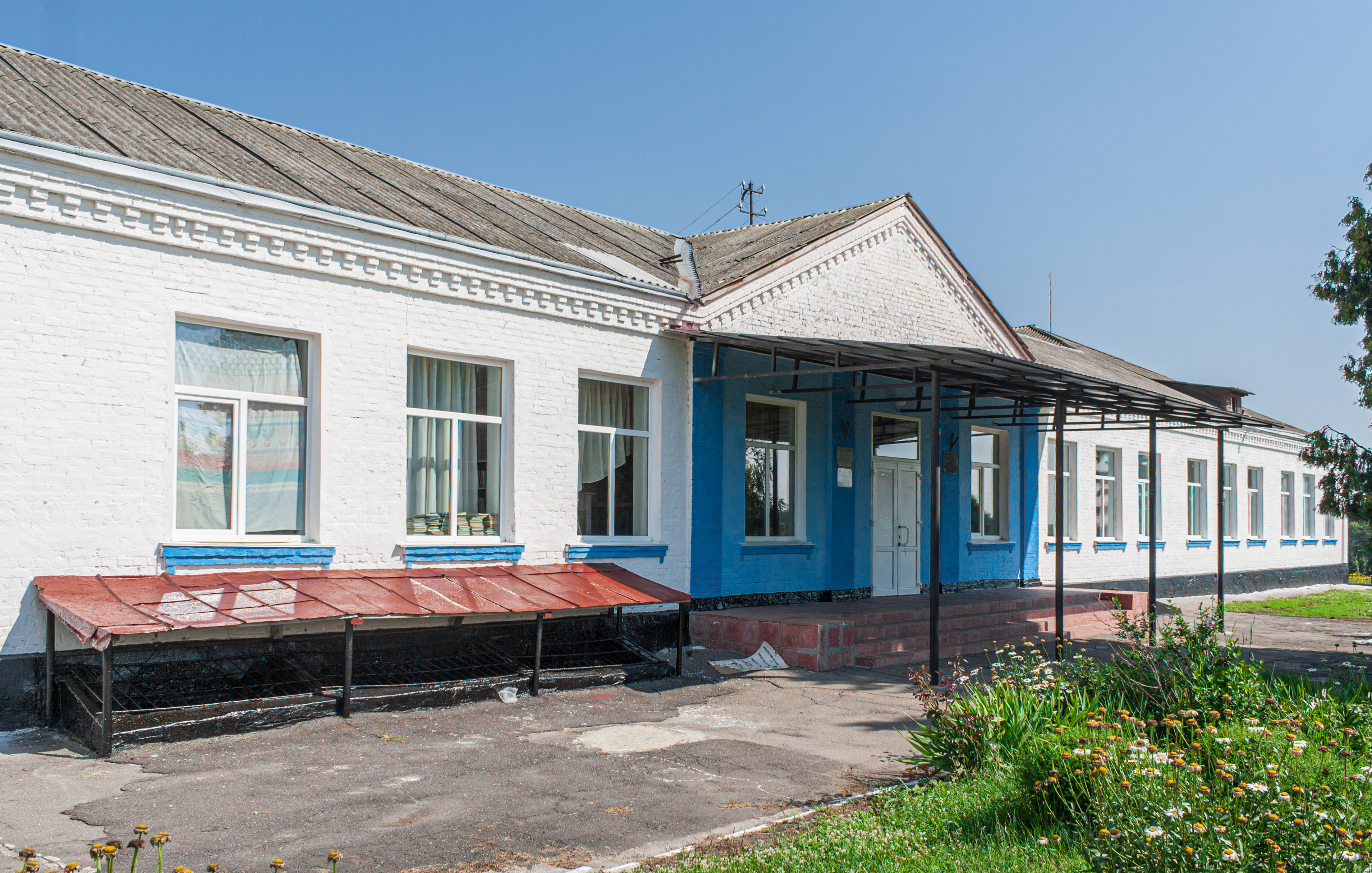
Школа
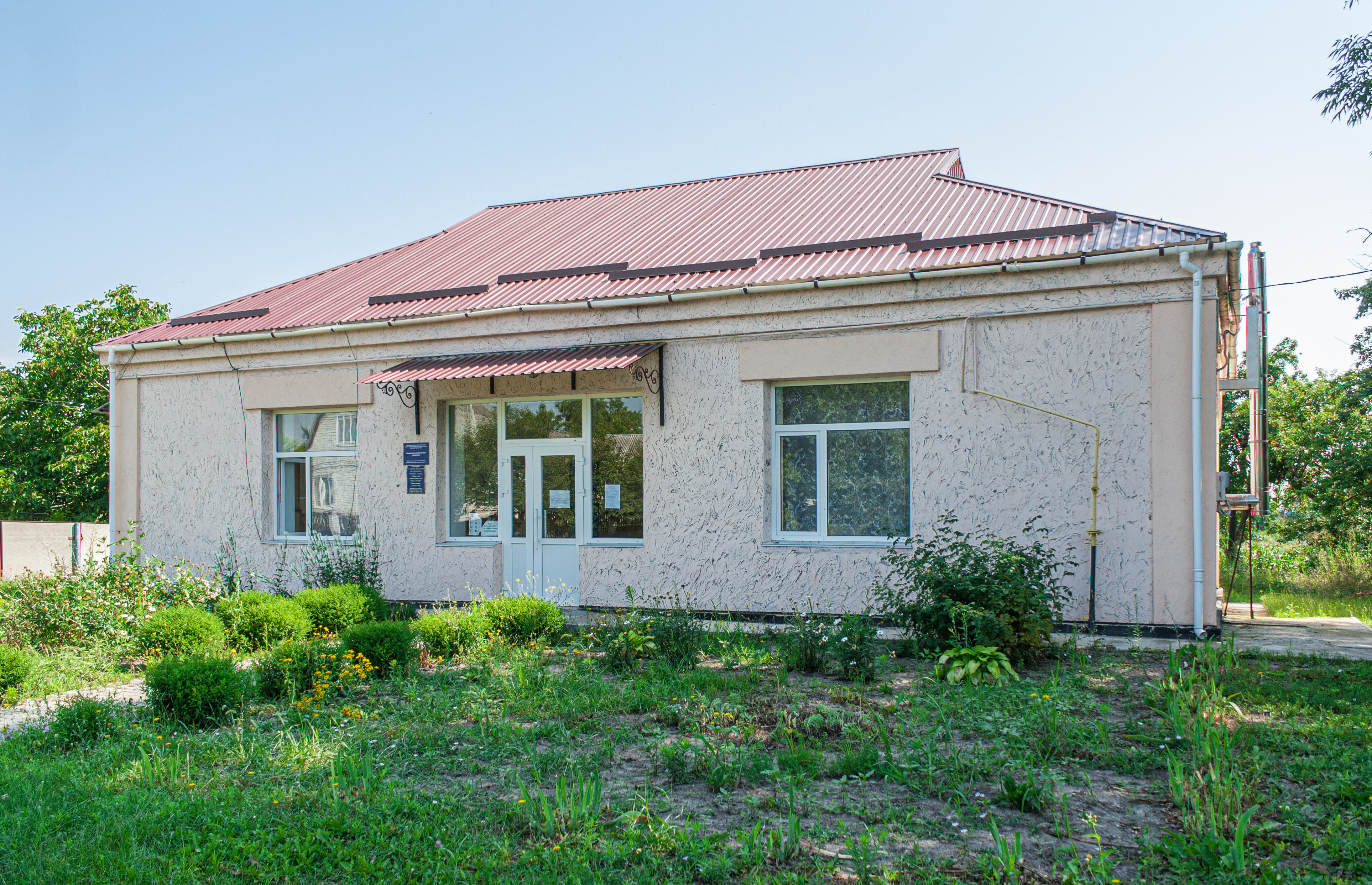
Амбулаторія
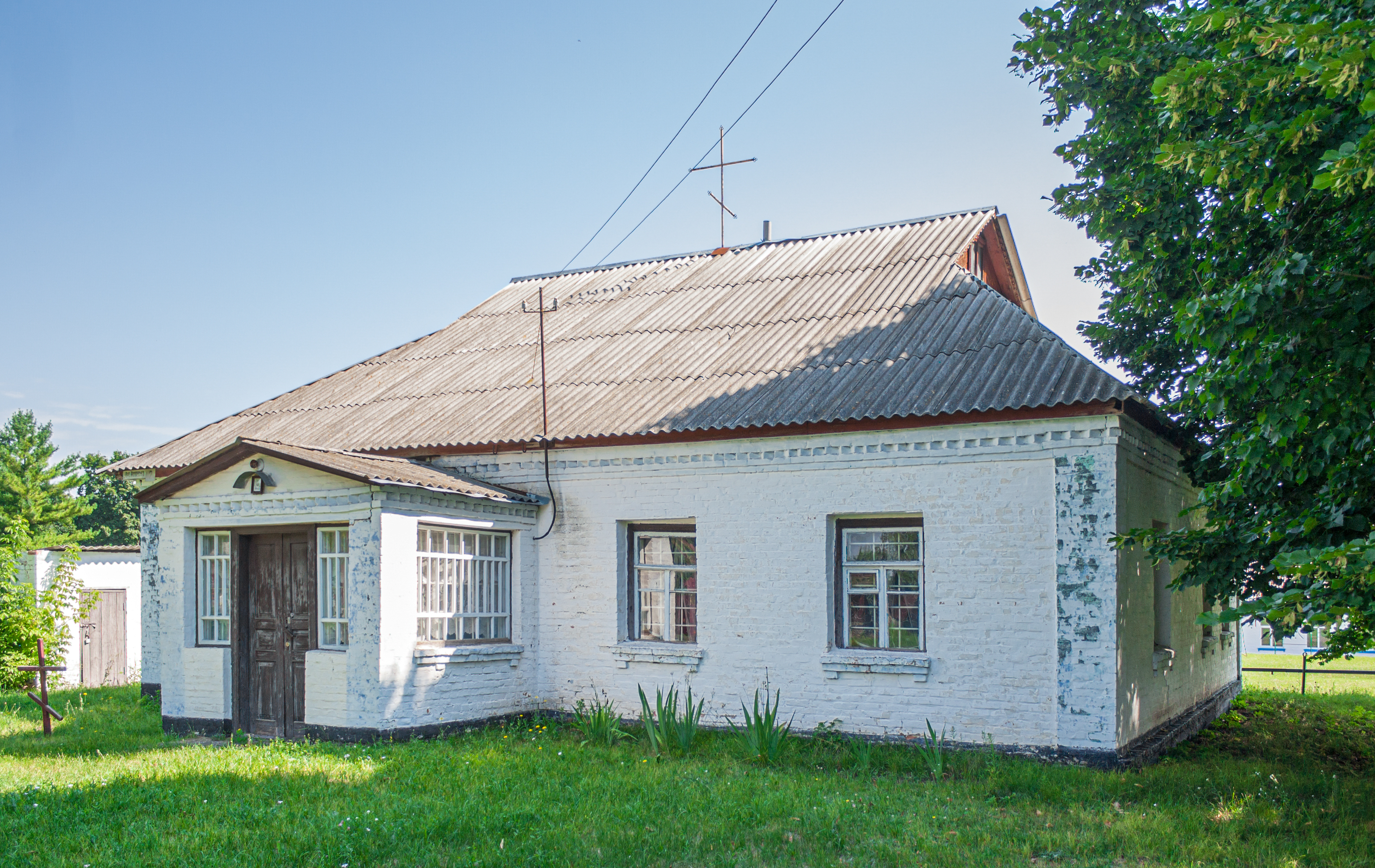
Церква
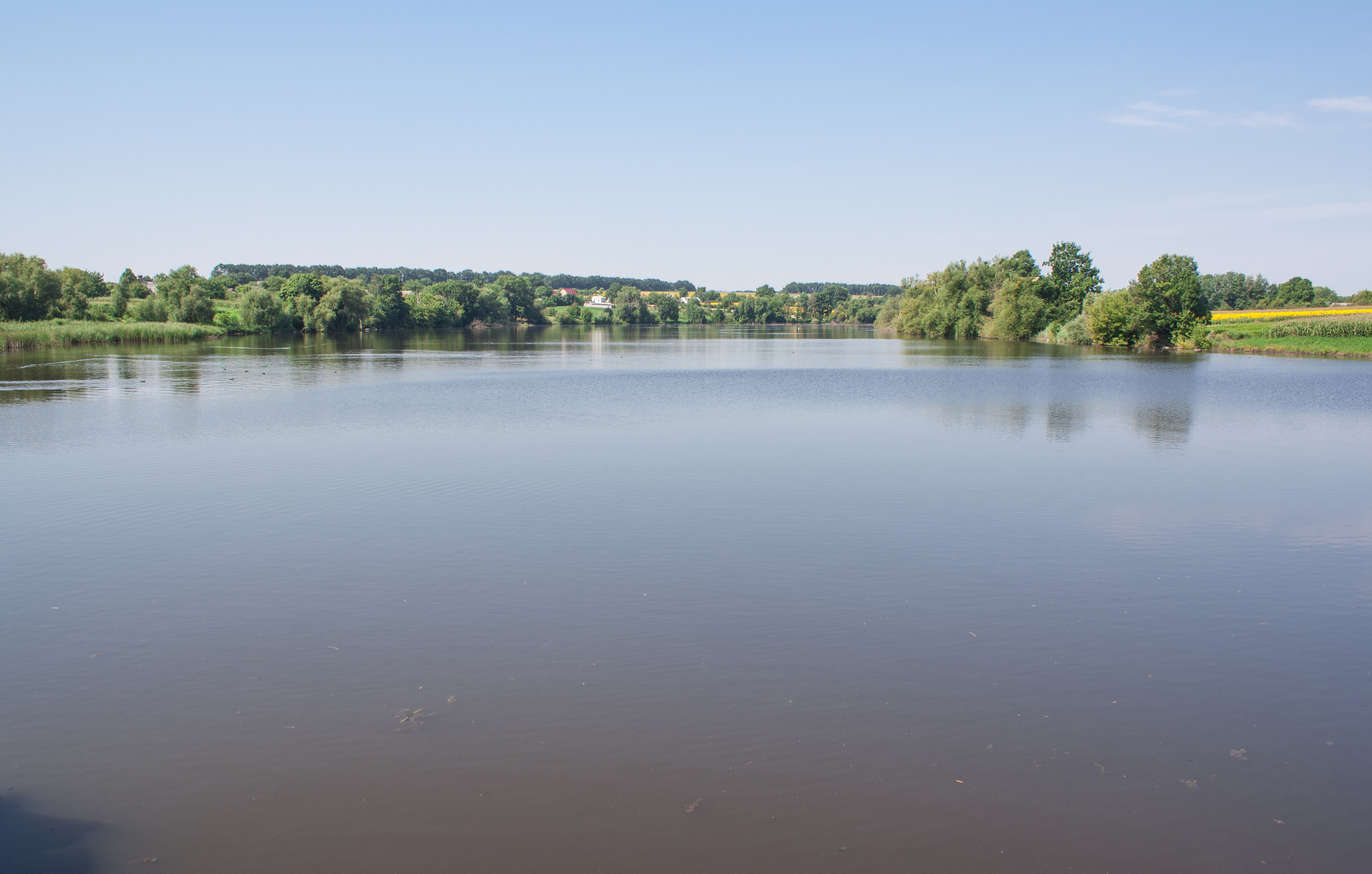
Ставок на річці Ревуха
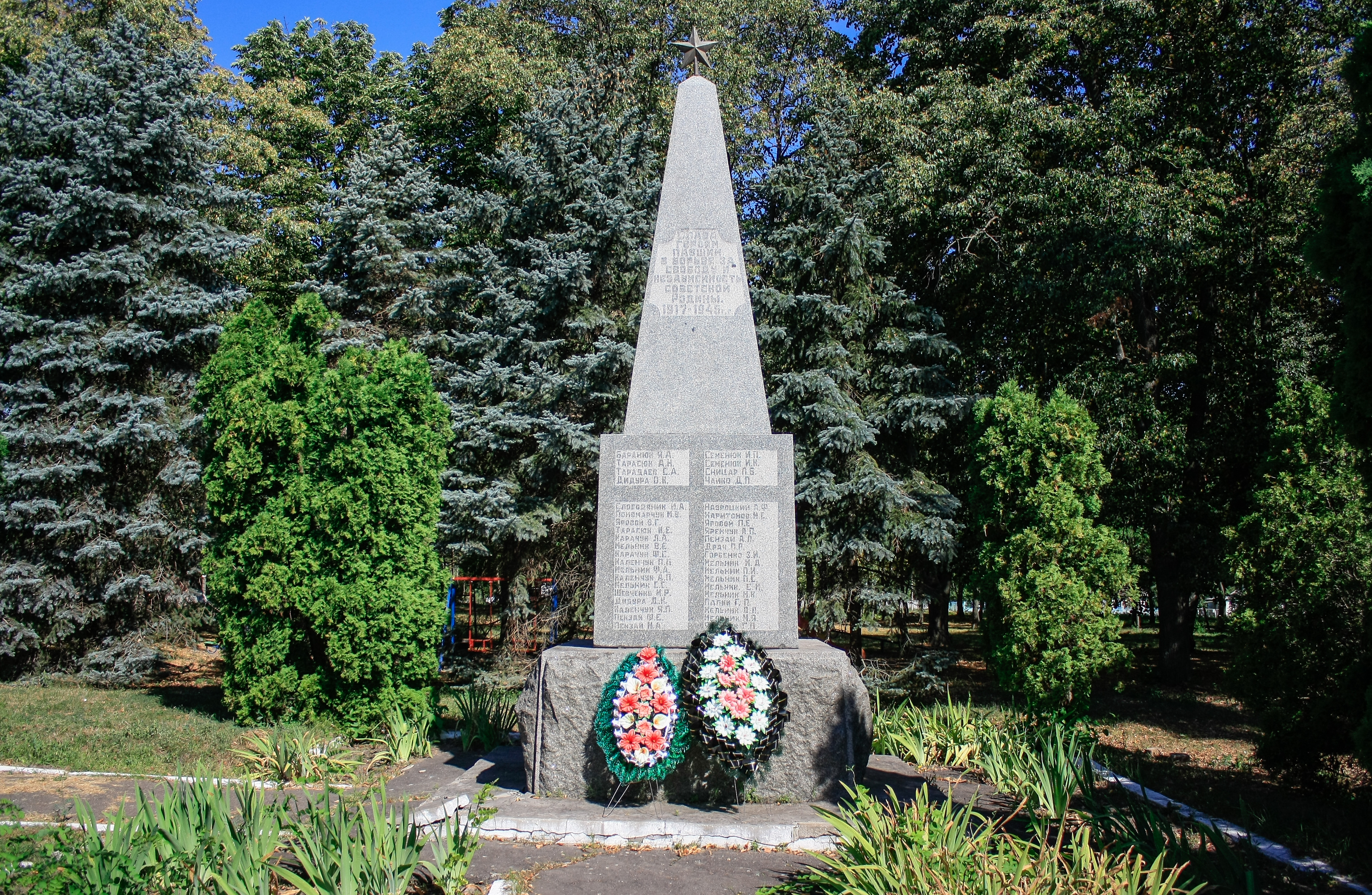
Пам'ятник воїнам-односельцям
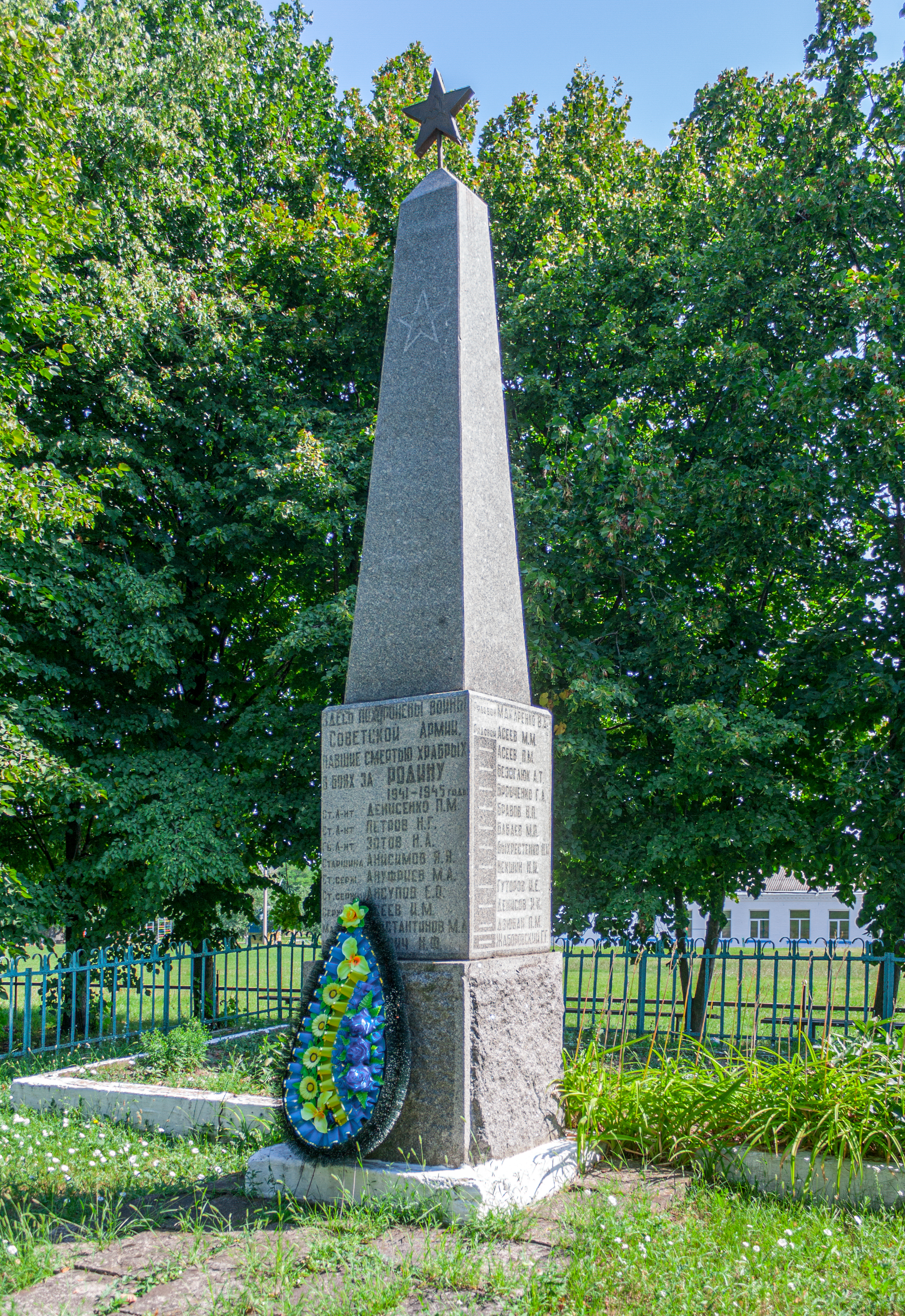
Братська могила радянських воїнів
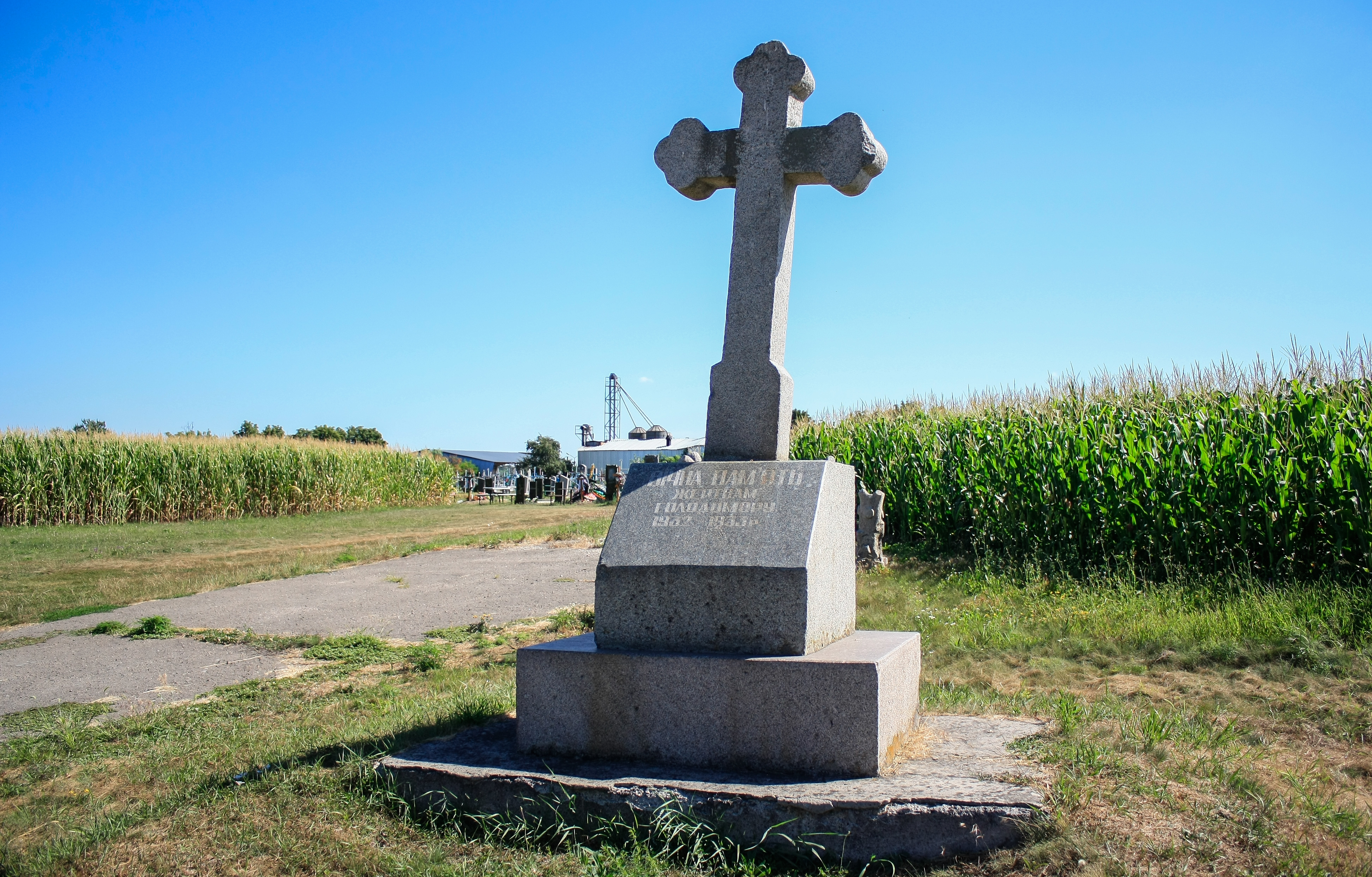
Пам'ятний знак жертвам Голодомору